# President van Ierland
De President van Ierland of Uachtarán na hÉireann, is het Ierse staatshoofd. De functie werd gecreëerd in Bunreacht na hÉireann, de grondwet uit 1937 van Ierland. Hoewel de terminologie in de grondwet het over hij/hem heeft, kan de functie ook door een vrouw worden opgevuld. De ambtstermijn bedraagt zeven jaar. Tot heden zijn er acht presidenten geweest, 6 mannen en 2 vrouwen.

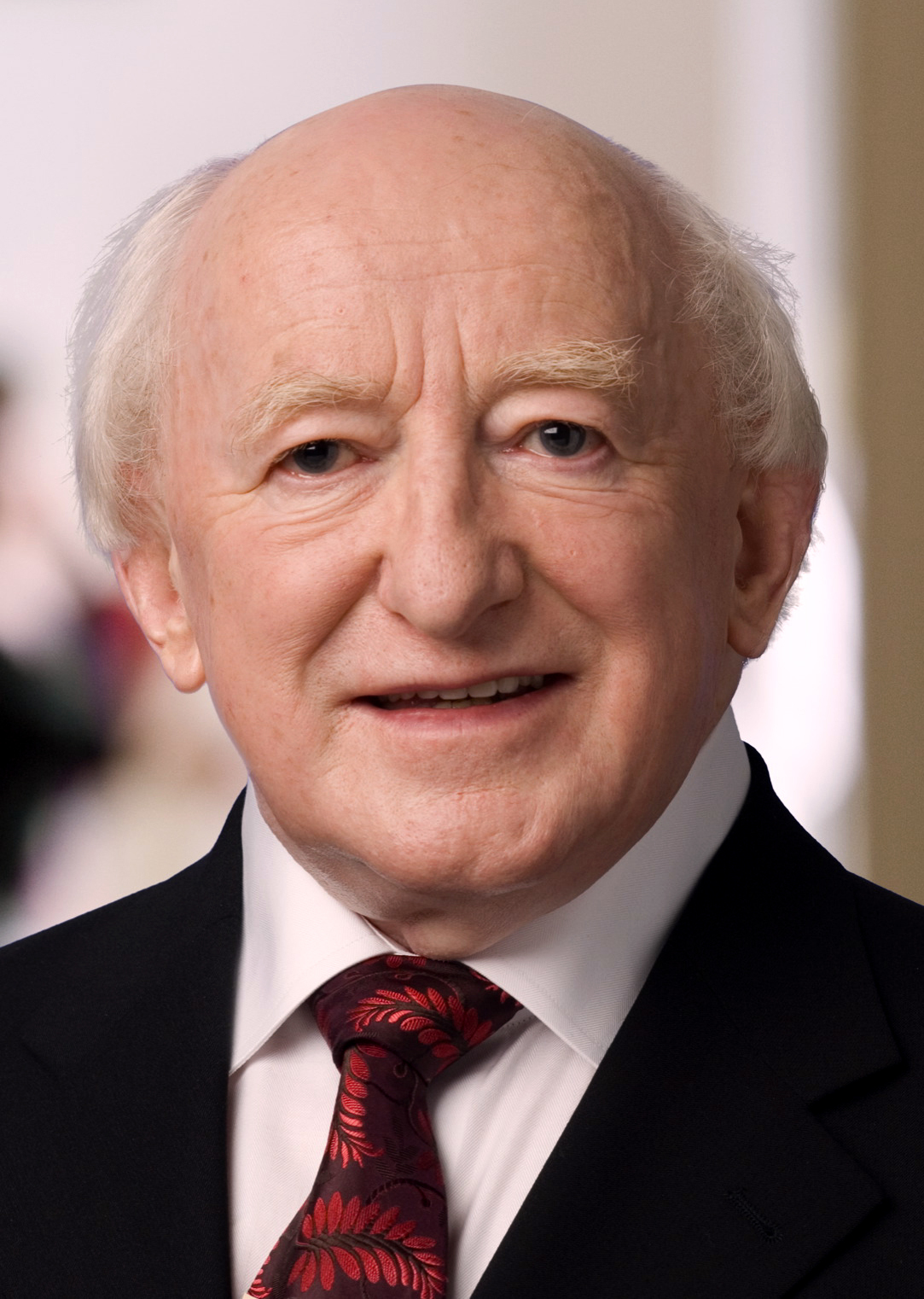
Michael D. Higgins, huidig president van Ierland

De huidige president is Michael D. Higgins, verkozen op 27 oktober 2011 en herverkozen op 26 oktober 2018.

## Verkiezing
Het presidentschap staat open voor iedere Ierse burger van 35 jaar en ouder. Kandidaten moeten op een van de volgende wijzen worden genomineerd: 
- door minimaal 20 parlementsleden;
- door minimaal vier gemeenteraden;
- door zichzelf (indien hij/zij al een termijn als president heeft gediend).

Indien maar één kandidaat wordt genomineerd, worden er geen verkiezingen gehouden. Dit gebeurde voor het laatst in 2004, toen zittend president Mary McAleese geen tegenkandidaten had en zichzelf nomineerde, zoals de Ierse wet dat toestaat. Op 11 november van hetzelfde jaar werd zij beëdigd voor nog een termijn van zeven jaar.
Een president mag maximaal één keer worden herkozen, ook als de termijnen niet opeenvolgend zijn.
Bij keuze uit meer kandidaten mogen op het stembiljet twee kandidaten worden aangekruist. Haalt geen kandidaat bij de eerste voorkeur een meerderheid van stemmen, dan worden de tweede voorkeuren die zijn aangegeven bij de afgevallen kandidaten, opgeteld bij de twee kandidaten met de meeste eerste voorkeuren. Hierdoor werd in 1990 Mary Robinson, met slechts 38,9% van de eerste voorkeurstemmen, dankzij de tweede voorkeuren gekozen, terwijl haar tegenkandidaat 44,1% van de eerste stemmen kreeg.

## Taken en bevoegdheden
De president van Ierland heeft vooral een ceremoniële functie. Toch heeft hij/zij nog enkele functies, zoals het benoemen van de regering, het bijeenroepen en ontbinden van het parlement en het tekenen van wetten. Hiervoor is wel goedkeuring nodig van parlement en/of regering. De president mag alleen met toestemming van de regering het land verlaten, zowel in officiële als persoonlijke situaties, zoals vakantie.